# Сумманен, Тайсто Карлович

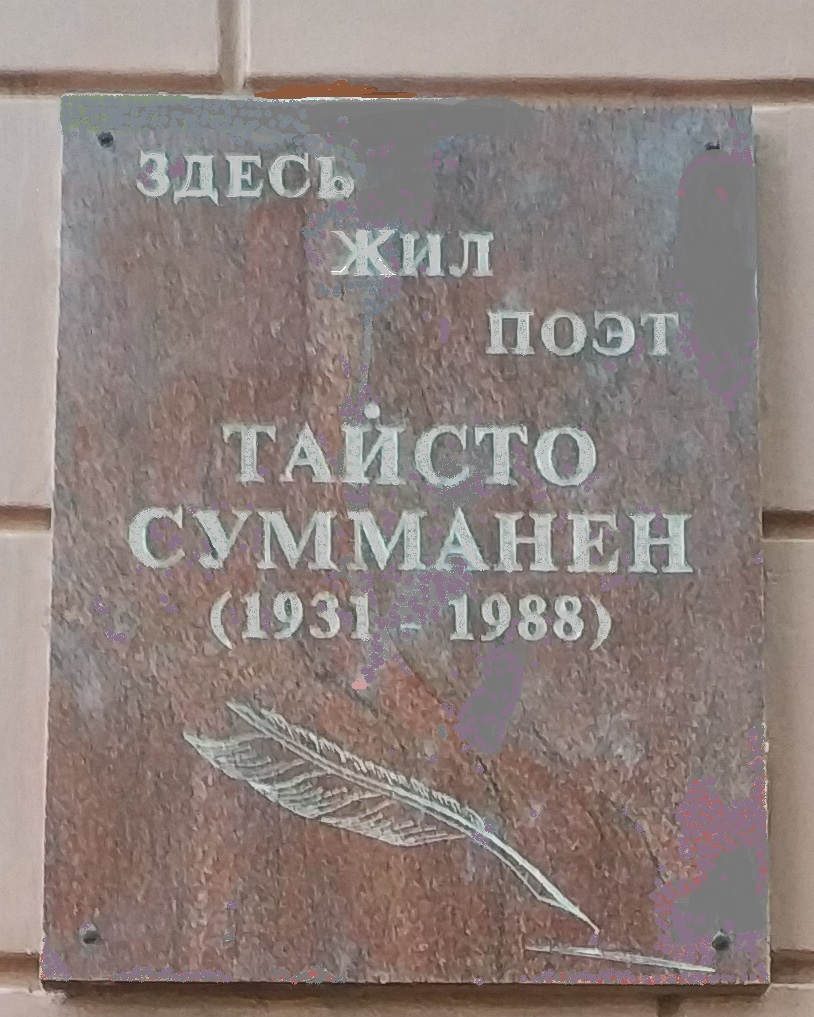
Памятная доска в Петрозаводске, пр. Ленина, д. 3

Та́йсто Ка́рлович Су́мманен (19 июня 1931, Ленинград — 9 февраля 1988, Петрозаводск) — советский поэт, переводчик, критик, писавший на финском и русском языках. Заслуженный деятель культуры Карельской АССР, заслуженный работник культуры РСФСР.

## Биография
Отец — участник финской рабочей революции 1918 года, отбыл шесть лет заключения и в 1926 году переехал в Ленинград. В 1933 году отца будущего поэта направили на преподавательскую работу в Карелию и семья переехала в Петрозаводск. В начале Великой Отечественной войны Т. Сумманен с матерью и сестрой был эвакуирован в Архангельскую область.
В 1949 году с отличием окончил Петрозаводский кооперативный техникум, в 1953 году окончил финно-угорское отделение филологического факультета Петрозаводского госуниверситета. Работал литконсультантом в Союзе писателей Карелии, затем заведовал отделом критики журнала «Punalippu». Принят в члены Союза писателей СССР в 1958 году.
Перу Сумманена принадлежат преимущественно лирические стихотворения. Он является автором поэтических сборников «Oraita» (Всходы), «Runoja» (Стихи), «Lipunkantaja» (Знаменосец), «Tavallisia sanoja» (Простые слова), «Ladulla» (На лыжне), «Красный мост», «Человеческое сердце», «Дерево песен» и другие. В 1980-е годы Сумманеном были созданы исторические поэмы «Скала двух лебедей» и «Легенда о Муйккала».
Он переводил на русский язык произведения карельских прозаиков — Н. Яккола, А. Тимонена, А. Викстрема, финских писателей — Э. Синерво, П. Хаанпяя. На финский язык — стихи А. Блока, В. Маяковского, С. Есенина, Н. Заболоцкого, А. Ахматовой, Я. Райниса, Я.Купалы, К. Кулиева.
Многие стихи Тайсто Сумманена положены на музыку композиторами Финляндии и вышли в грамзаписи.
Похоронен в Петрозаводске на Сулажгорском кладбище.

## Награды, премии и звания
- орден «Знак Почёта» (18.06.1981)
- медаль «За трудовое отличие» (22.09.1959)
- Государственная премия Карелии имени А. Перттунена (1980)
- Премия Комсомола Карелии (1969)
- Премия Союза писателей СССР (1987)
- Заслуженный работник культуры РСФСР (1987)
- Заслуженный работник культуры Карельской АССР (1974)